# Schloss Monbijou

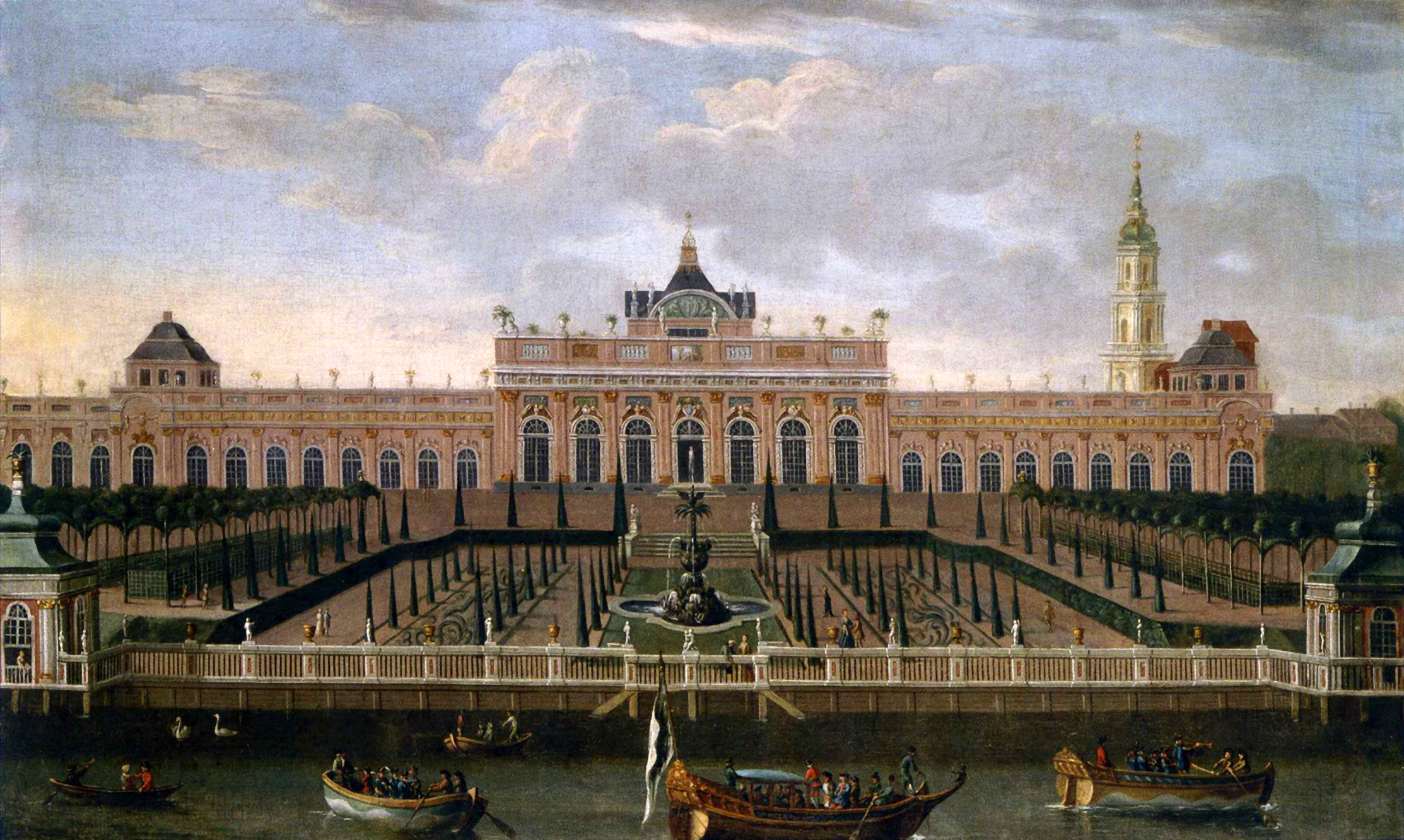
Schloss Monbijou omkring år 1740.

Schloss Monbijou (svenska: Slottet Monbijou) var ett kungligt slott i Berlin, Tyskland, mellan 1703 och 1959 beläget norr om Spree på platsen för den nuvarande Monbijouparken i stadsdelen Mitte. Mellan 1877 och andra världskriget var slottet säte för det kejserliga Hohenzollernmuseet, även under Weimarrepubliken och Nazityskland, efter monarkins avskaffande. Slottet brandskadades svårt vid ett bombanfall 1943 under andra världskriget och ruinerna revs på order av Östberlins magistrat 1959.

## Historia

### Kungligt lustslott och residens

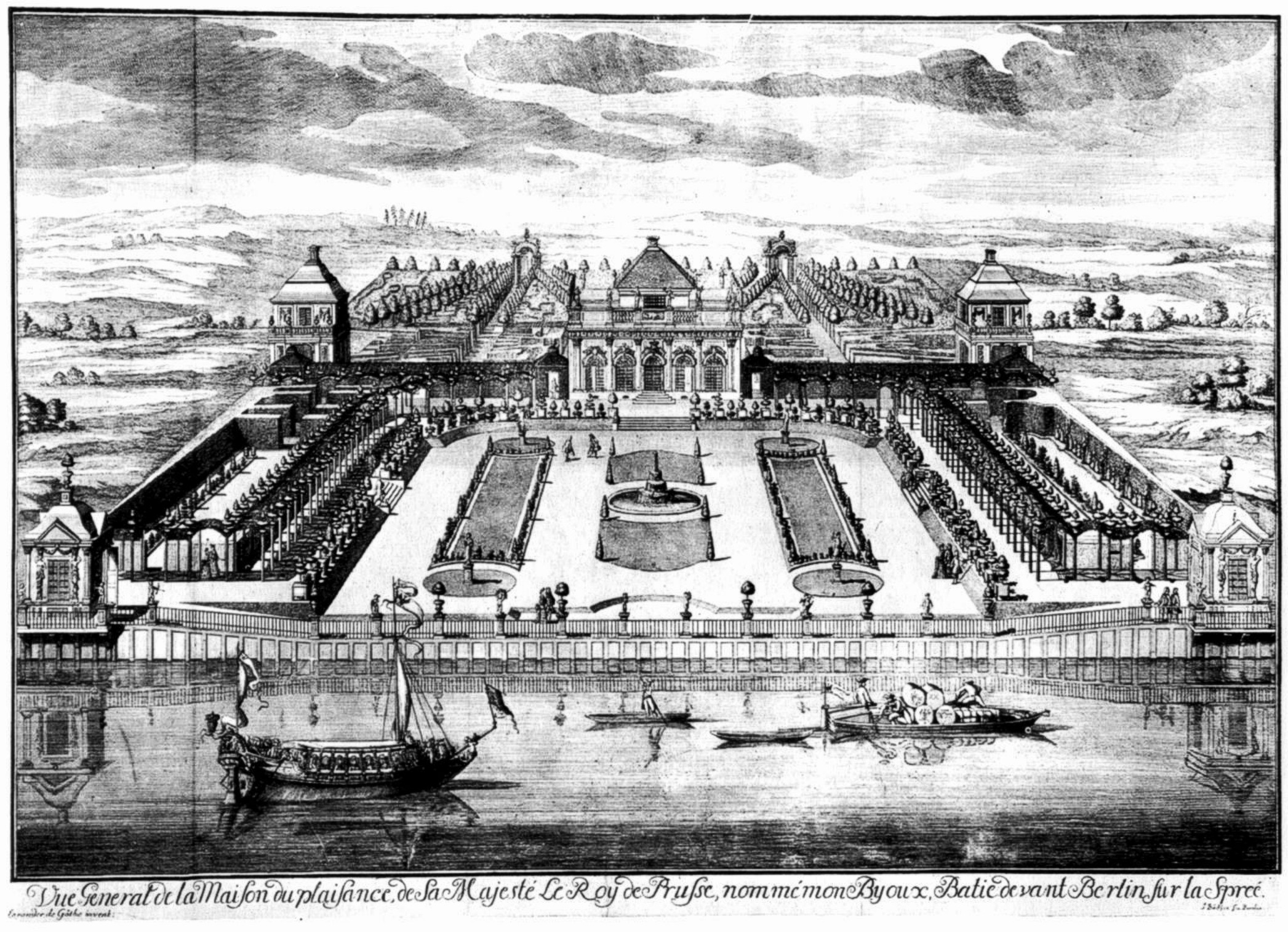
Barockslottet i början av 1700-talet.

Området var under det tidiga 1600-talet en del av försvarsverken omkring Berlin, och skadades under trettioåriga kriget.
På platsen anlades 1649 ett kurfurstligt gods, avsett att vara ett mönstergods efter holländsk förebild, som bland annat var den första kända platsen där potatis odlades i Markgrevskapet Brandenburg. Kärnan i barockslottet uppfördes 1703-1706 under kung Fredrik I av Preussens regeringstid efter ritningar av den svensk-tyske arkitekten Johann Friedrich Eosander von Göthe, och döptes då till Monbijou, franska för min juvel. Slottet kom att tjäna som drottning Sofia Doroteas sommarresidens, fram till hennes död som änkedrottning 1757. 
Monbijou utvidgades under Fredrik II:s regeringstid efter planer av hovarkitekten Georg Wenzeslaus von Knobelsdorff till ett slott i rokokostil som var flera gånger den blygsamma ursprungliga storleken. Under flera decennier stod slottet huvudsakligen tomt. Åren 1786-1805 var slottet residens för drottningen Fredrika Louise av Hessen-Darmstadt, som huvudsakligen levde åtskild från sin man Fredrik Vilhelm II av Preussen.

### Hohenzollernmuseet

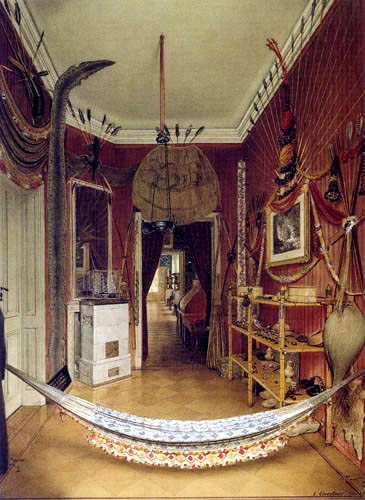
Interiör från slottet, målning av Eduard Gaertner 1853.

Efter 1805 användes slottet endast för kulturella arrangemang, och användes från 1820 för att visa de kungliga kulturhistoriska samlingarna. Detta blev ursprunget till det av kejsaren Vilhelm I inrättade Hohenzollernmuseet 1877, där förutom de kungliga kulturhistoriska samlingarna även huset Hohenzollerns historia behandlades och Preussens riksregalier var utställda.
Slottets samlingar lagrades på andra platser i Tyskland under andra världskriget, och fönstren murades igen 1940 som skyddsåtgärd. Enligt planer av Albert Speer skulle slottsbyggnaden flyttas till Charlottenburgs slottspark för att ge plats åt flera nya museibyggnader i den av nazisterna planerade Welthauptstadt Germania, men planerna omsattes aldrig i verkligheten. Slottet brandskadades svårt vid ett bombangrepp 1943 och återuppbyggdes inte efter kriget. 
Samlingarna från Hohenzollernmuseet spreds mellan ockupationsmakterna och återfinns idag i olika samlingar i Europa, främst hos den stiftelse som förvaltar de preussiska kungliga slotten i Berlin och Brandenburg, samt i före detta Sovjet. De preussiska riksregalierna förvaras idag till större delen i Charlottenburgs slott. 
Ruinerna av Schloss Monbijou revs slutligen 1959 på order av Östberlins magistrat. På platsen finns idag parken Monbijoupark. Slottet har även givit namn åt flera platser i närheten: torget Monbijouplatz, gatan Monbijoustrasse och bron Monbijoubrücke över Spree förbi Bodemuseum.